# Florian Buschendorff
Florian Buschendorff (* 20. November 1967 in Berlin) ist deutscher Jugend- und Fachbuchautor.

## Leben
Buschendorff studierte Musik, Musikwissenschaften, Germanistik, Philosophie, Kulturmanagement und Parapsychologie in Berlin und Freiburg im Breisgau.
Seit 2005 publiziert er Jugendromane und Lehrwerke für den Deutsch- und Musikunterricht.
2006 initiierte er das Unterrichtskonzept des Mitmachromans, das die Verbindung von Romanlektüre und produktivem Schreiben im Deutschunterricht ermöglicht.
Derzeit arbeitet er als Studiendirektor an einer Oberschule in Berlin-Neukölln.

## Jugendbücher
- Vom Außenseiter zum Superstar – ein Mitmachroman, 2006, ISBN 978-3-8346-0172-8
- Ich will mehr Muskeln – egal wie! (K.L.A.R. Taschenbuch), 2008, ISBN 978-3-8346-0405-7
- Lena ist weg – ein Mitmachroman, 2008, ISBN 978-3-8346-0407-1
- Geil, das peinliche Foto stellen wir online! (K.L.A.R. Taschenbuch), 2010, ISBN 978-3-8346-0729-4
- Ohne Handy – voll am Arsch! (K.L.A.R. Taschenbuch), 2015, ISBN 978-3-8346-2921-0
- Ich werde YouTube-Star! (K.L.A.R. Taschenbuch), 2017, ISBN 978-3-8346-3543-3
- Von wegen schwänzen – wir streiken fürs Klima! (K.L.A.R. Taschenbuch), 2020, ISBN 978-3-8346-4446-6.

## Fachbuch
- Topfit Deutsch – Rechtschreibung, 2006, ISBN 978-3-6370-0325-5
- Freies Sprechen und Präsentieren – so geht’s, 2009, ISBN 978-3834-60500-9
- Klassenfahrtenführer BERLIN, 2010, ISBN 978-383-4606-525
- 200 Methoden für den Musikunterricht, 2010, ISBN 978-383-4606-39-6
- 100 Methoden für den Musikunterricht, 2012, ISBN 978-383-4609-63-2
- Wiener Klassik, 2014, ISBN 978-383-4624-07-9